# Le Justicier
Pour les articles homonymes, voir Le Justicier (homonymie).
Pour plus de détails, voir Fiche technique et Distribution.
Le Justicier (Hell's Hinges) est un film muet américain de 1916, réalisé par Charles Swickard, William S. Hart et Clifford Smith, non crédité. William S. Hart est la vedette du film aussi, avec Clara Williams.

## Fiche technique
- Titre original : Hell's Hinges
- Réalisation : Charles Swickard
William S. Hart (pas crédité)
Clifford Smith (pas crédité)
- Scénario : C. Gardner Sullivan
- Production : Thomas H. Ince
- Société de production : Triangle Distributing Corporation
- Photographie : Joseph H. August
- Pays de production :  États-Unis
- Format : Noir et blanc
- Genre : Western
- Durée : 64 minutes
- Date de sortie : 
  - États-Unis : 5 mars 1916

## Distribution
- William S. Hart : Blaze Tracy
- Clara Williams : Faith Henley

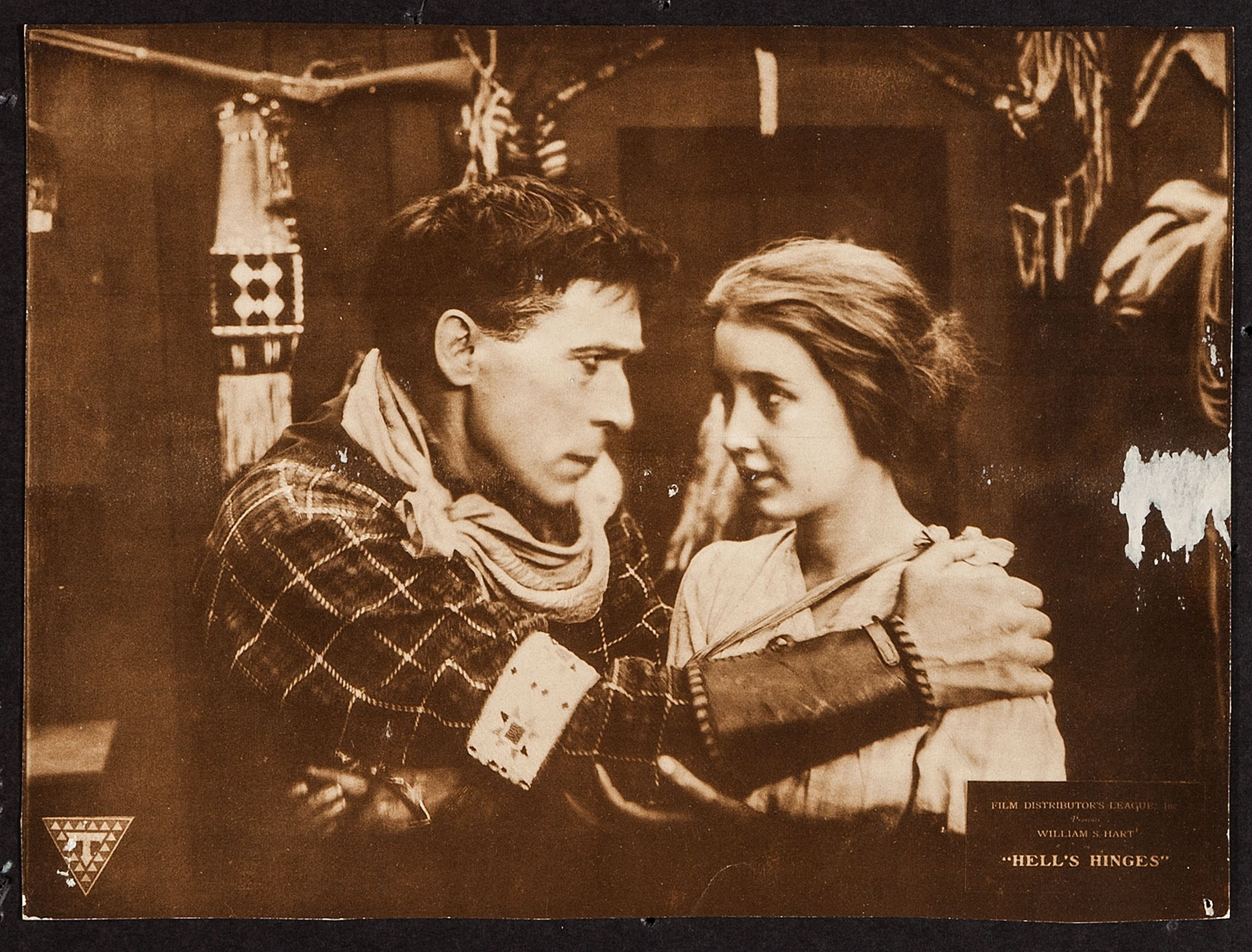

- Jack Standing : Rev. Robert Henley
- Alfred Hollingsworth : Silk Miller
- Robert McKim : un pasteur
- J. Frank Burke : Zeb Taylor
- Louise Glaum : Dolly
- John Gilbert : un cowboy chahuteur (pas crédité)
- Jean Hersholt : un cowboy chahuteur (pas crédité)